# Llista d'estrelles d'Aquari
A sota hi ha una llista d'estrelles notables de la constel·lació d'Aquari (Aquarius), ordenades per magnitud de major a menor.